# Palácio Arquiepiscopal de Toledo

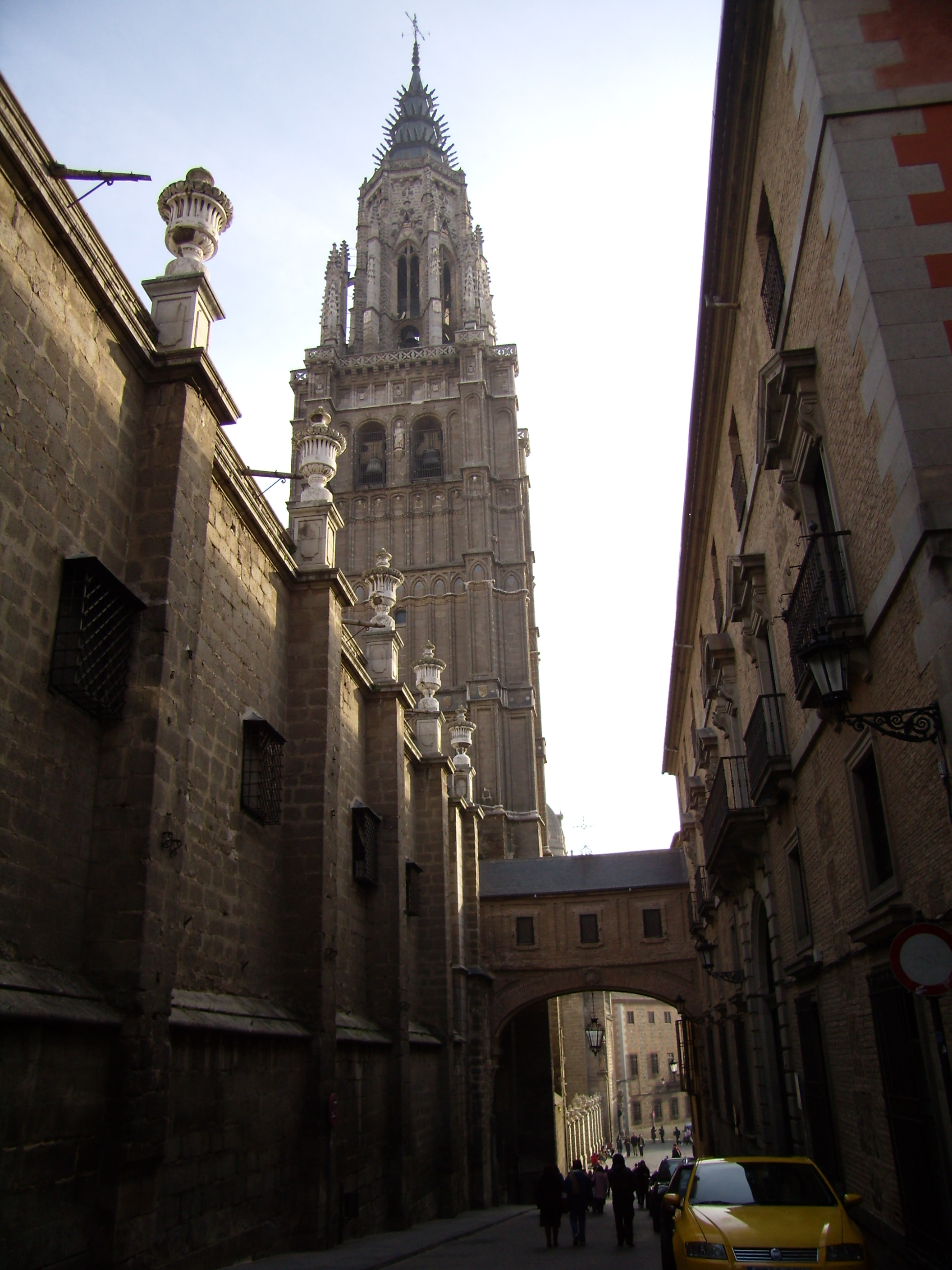
Fachada lateral do Palácio Arquiepiscopal de Toledo (à direita) e passadiço que o liga à catedral.

O Palácio Arquiepiscopal de Toledo (em espanhol: Palacio Arzobispal de Toledo), é uma das realizações arquitectónicas de maiores dimensões em Toledo, Espanha. Tipologicamente, não é um edifício homogéneo, pois nele sobreposeram-se vários estilos artísticos. 

## História
No século XIII, Afonso VIII de Castela doou ao Arcebispo dom Rodrigo Jiménez de Rada umas casas situadas em frente à catedral. Pouco a pouco, este espaço foi sendo ampliado por obra dos diferentes prelados que se sucederam na diocese, pelo que o palácio foi ganhando forma de maneira progressiva. 
O Cardeal Mendoza seria o primeiro prelado que, na segunda metade do século XV, levantaria o primeiro arco de palácio, ou passadiço de união, desta construção com a vizinha catedral. Mais tarde, a partir do ano 1541, realizaram-se profundas remodelações, tendo sido eleito Alonso de Covarrubias para desenhar os traçados. 
O Palácio Arquiepiscopal de Toledo mostra.se, na actualidade, como um complexo conjunto, com salas orientadas para o exterior, mediante numerosos vãos, que quebram as fachadas, ligadas interiormente por corredores. 

## Descrição
A fachada principal, que dá para a Plaza del Ayuntamiento, foi iniciada nos tempos do Cardeal Tavera, em 1543, e o seu desenho deve-se à mão de Covarrubias. O portal é formado por um grande arco de volta perfeita, de pedra granítica, o qual é enquadrado por fortes pedras almofadadas, que se encaixam, por sua vez, entre os pares de colunas, de capitel jónico e fuste estriado que, repousando sobre altas e poderosas bases, sustentam o friso dórico. Sobre o entablamento, situadas nos dois extremos, encontramos as figuras, emparelhadas, de ninfas carregando o escudo de armas do Cardeal Tavera. 
No princípio do século XVII, este portal foi colocado no lugar que ocupa na actualidade. Pouco depois, colocou-se um amplo balcão, de simples grade de ferro, rematada com bolas e com vidrarias em forma de cruz, cujo vão se encontra ladeado por duas pequenas e salientes orelhas e é completado, nos seus costados, por duplas pilastras, mais altas que o próprio vão, que apresentam caneladuras escurialenses de simples capitel. Remata o conjunto um frontão triangular, o qual alberga um escudo bicéfalo que rompe a sua base. 
A fachada oriental corresponde à citada remodelação, do Cardeal Lorenzana, levada a cabo em finais do século XVIII. Nela encontramos uma grande simetria e regularidade nas suas proporções. Destaca-se o seu alto portal, que se abre em forma de arco de volta perfeita, marcado através de pilastras constituidas por grandes pedras almofadadas. 
A porta dá acesso a uma galeria de abóbada oblíqua, que conduz ao pátio. O resto da sua simples fachada, construida à base de pedra e tijolo, com alto rodapé de silhar, é formada por três corpos: no inferior abrem-se janelas alienteladas; o segundo é ocupado com balcões rematados com frontões triangulares, com excepção do que repousa directamente sobre o portal, que tem formas curvas e maiores proporções. 
A última fachada localiza-se no lado norte e corresponde com o acesso à capela, que foi construida em finais do século XVIII. O seu portal apresenta dois corpos. O primeiro apresenta um arco de volta perfeita, com rosetas nos tímpanos e mísulas na chave, todo ele marcado por colunas médias de Ordem Dórica. O friso, ornamentado por tríglifos com gotas e métopas com rosetas, inscritas em círculos, serve de base ao frontão curvo quebrado que remata este corpo inferior. Em ambos os extremos do frontão descansam dois vasos que marcam, por sua vez, o corpo superior. Este último é mais pequeno e é constituido por uma reentrância central, que acolhe a imagem da Imaculada, com pilastras nos lados e que rompe o frontão semicircular. A reentrância é rematada por um frontão triangular.